# اتفاقية تخفيض ساعات العمل (أعمال القوارير الزجاجية)، 1935

## اتفاقية تخفيض ساعات العمل بشأن أعمال القوارير الزجاجية 1935، هي اتفاقيةمنظمة العمل الدولية.
| تاريخ الاعتماد    | 25 حزيران 1935                                                |
| ----------------- | ------------------------------------------------------------- |
| تاريخ حيز التنفيذ | 10 حزيران 1938                                                |
|                   | تم تأجيل هذه الاتفاقية                                        |
| التصنيف           | ساعات العمل                                                   |
| الموضوع           | وقت العمل                                                     |
| السابق            | اتفاقية الضمان الاجتماعي لحقوق معاشات التقاعد للمهاجرين، 1935 |
| اللاحق            | اتفاقية توظيف العمال الأصليين، 1936                           |

تأسست في عام 1935، مع مقدمة تنص على :
تعتبر بأن هذه المسألة بشأن تخفيض ساعات العمل هي البند السادس في أجندة الأعمال الجسلة؛
الموافقة على مبدأ المنصوص عليه في اتفاقية 40 ساعة في الأسبوع عام 1935، بما في ذلك الحفاظ على مستوى المعيشة.
وقد قرر تطبيق هذا التخفيض فوراً في حالة أعمال القوارير الزجاجية،..

## التصديقات
تم التصديق على الاتفاقية من قبل 10 دول، قبل تأجيلها.

## روابط خارجية
- نص
- التصديقات